# Stackelberg-Duopol
Das Stackelbergmodell ist ein strategisches Spiel in den Wirtschaftswissenschaften, das dadurch gekennzeichnet ist, dass das marktführende Unternehmen zuerst zieht (englisch First Mover) und danach die marktfolgenden Unternehmen sich entscheiden. Handelt es sich nur um zwei Unternehmen spricht man von einem Stackelberg-Duopol. 
Es ist nach dem deutschen Ökonomen Heinrich Freiherr von Stackelberg benannt, der es 1934 erstmals vorstellte. Dieses Modell stellt eine Weiterentwicklung von Cournots Duopol-Modell dar. Die beiden Spieler werden als Stackelbergführer und Stackelbergfolger bezeichnet, und sie konkurrieren in Mengeneinheiten. Der Stackelbergführer wird dabei auch manchmal als Marktführer bezeichnet.

## Erläuterung
Für die Existenz eines Gleichgewichts im Stackelberg-Duopol gibt es einige weitere Bedingungen:
Der Stackelbergführer muss wissen, dass der Stackelbergfolger seine Aktion beobachtet. Der Stackelbergfolger darf keine Möglichkeit haben, sich vor dem Stackelbergführer auf eine zukünftige Aktion festzulegen (also auch nicht auf eine Aktion außerhalb des Gleichgewichts im Stackelberg-Modell), und dem Stackelbergführer muss dies bekannt sein. Wenn dies möglich wäre, würde der Stackelbergfolger sich auf die Menge festlegen, die der Stackelbergführer im Stackelberg-Modell wählt, und die beste Antwort des Stackelbergführers darauf wäre die Menge zu wählen, die der Stackelbergfolger im Stackelberg-Modell wählt (Das Ganze würde sich also umdrehen!).
Unternehmen können sich im Stackelberg-Wettbewerb befinden, wenn eines von ihnen einen irgendwie gearteten Vorteil hat, der es in die Lage versetzt, zuerst zu entscheiden. Üblicherweise sollte der Stackelbergführer in der Lage dazu sein, sich festzulegen. Seine Aktion offen zuerst zu wählen, ist die offensichtlichste Form dabei; sobald der Stackelbergführer seine Aktion gewählt hat, kann er sie nicht rückgängig machen, er ist an sie gebunden. Die Möglichkeit des ersten Zuges kann zum Beispiel in einer Situation gegeben sein, in der der Stackelbergführer ein Monopol innehat und der Stackelbergfolger neu auf dem Markt ist.

## Nash-Gleichgewicht
Das Stackelberg-Modell kann gelöst werden, um ein (oder mehrere) Nash-Gleichgewicht(e) aufzufinden, also die Strategiekonfiguration(en), bei der jeder der Spieler die optimale Menge gewählt hat bei gegebener Wahl der Mengen der anderen Spieler.
Ganz allgemein sei die inverse Nachfragefunktion für den Markt im Duopol gegeben durch {\displaystyle P(Q)} , wobei {\displaystyle q_{1}} die Nachfragemenge des Stackelbergführers und {\displaystyle q_{2}} die Nachfragemenge des Stackelbergfolgers bezeichnet. Weiterhin gilt {\displaystyle Q=q_{1}+q_{2}}. Der Preis ergibt sich somit als eine Funktion des Gesamtoutputs. Das Unternehmen i habe die Kostenfunktion {\displaystyle C_{i}(q_{i})}. Das Modell wird durch Rückwärtsinduktion gelöst. Unternehmen 1 ermittelt die beste Antwort von Unternehmen 2, d. h. wie dieses reagieren wird, wenn es die Wahl der Menge {\displaystyle q_{1}} beobachtet. Unternehmen 1 (der Stackelbergführer) wählt dann eine Menge so, dass es unter Antizipation der Antwort von Unternehmen 2 (dem Stackelbergfolger) seine Auszahlung maximiert. Unternehmen 2 beobachtet dies und wählt im Gleichgewicht tatsächlich die erwartete Menge als Antwort.
Um das Nash-Gleichgewicht zu berechnen, muss die Beste-Antwort-Funktion des Stackelbergfolgers zuerst berechnet werden (→Rückwärtsinduktion).
Der Gewinn von Unternehmen 2 (Stackelbergfolger) ist dessen Erlös minus dessen Kosten; der Erlös ist das Produkt aus Preis und der produzierten Menge von Unternehmen 2 und die Kosten sind durch die Kostenstruktur des Unternehmens gegeben, der Gewinn ist also:
{\displaystyle \Pi _{2}=P(q_{1}+q_{2})\cdot q_{2}-C_{2}(q_{2})}. Die beste Antwort ist der Wert von {\displaystyle q_{2}}, der {\displaystyle \Pi _{2}} maximiert, gegeben {\displaystyle q_{1}}, den Output des Stackelbergführers (Unternehmen 1). Dieser Wert gibt den Output an, der den Gewinn von Unternehmen 2 maximiert. Also muss das Maximum von {\displaystyle \Pi _{2}} unter {\displaystyle q_{2}} gefunden werden. Leite dazu zunächst {\displaystyle \Pi _{2}} nach {\displaystyle q_{2}} ab:
{\displaystyle {\frac {\partial \Pi _{2}}{\partial q_{2}}}={\frac {\partial P(q_{1}+q_{2})}{\partial q_{2}}}\cdot q_{2}+P(q_{1}+q_{2})-{\frac {\partial C_{2}(q_{2})}{\partial q_{2}}}\cdot }
Nach der hinreichenden Bedingung für ein Extremum muss dies 0 ergeben (anschließend ist noch zu prüfen, ob die zweite Ableitung negativ ist oder es einen Vorzeichenwechsel von + nach – gibt):
{\displaystyle {\frac {\partial \Pi _{2}}{\partial q_{2}}}={\frac {\partial P(q_{1}+q_{2})}{\partial q_{2}}}\cdot q_{2}+P(q_{1}+q_{2})-{\frac {\partial C_{2}(q_{2})}{\partial q_{2}}}=0\cdot }
Die Werte von {\displaystyle q_{2}}, die diese Gleichung erfüllen, liegen in der Menge der besten Antworten. Nun wird die Gewinnfunktion von Unternehmen 1 betrachtet. Sie wird berechnet, in dem bei der Berechnung des Preises die Beste-Antwort-Funktion von Unternehmen 2 eingesetzt wird.
Der Gewinn von Unternehmen 1 (dem Stackelbergführer) ergibt sich zu {\displaystyle \Pi _{1}=P(q_{1}+q_{2}(q_{1}))\cdot q_{1}-C_{1}(q_{1})}, wobei {\displaystyle q_{2}(q_{1})} den Output von Unternehmen 2 als Funktion (nämlich die Beste Antwort-Funktion von oben) von Unternehmen 1 angibt. Es wird nun der Wert von {\displaystyle q_{1}} gesucht, der {\displaystyle \Pi _{1}} maximiert, gegeben {\displaystyle q_{2}(q_{1})}. Das heißt gegeben die Reaktionsfunktion des Stackelbergfolgers (Unternehmen 2), muss der Output gefunden werden, der den Gewinn von Unternehmen 1 maximiert. Also muss das Maximum von {\displaystyle \Pi _{1}} unter {\displaystyle q_{1}} gefunden werden. Leite dazu zunächst {\displaystyle \Pi _{1}} nach {\displaystyle q_{1}} ab:
{\displaystyle {\frac {\partial \Pi _{1}}{\partial q_{1}}}={\frac {\partial P(q_{1}+q_{2})}{\partial q_{2}}}\cdot {\frac {\partial q_{2}(q_{1})}{\partial q_{1}}}\cdot q_{1}+P(q_{1}+q_{2}(q_{1}))-{\frac {\partial C_{1}(q_{1})}{\partial q_{1}}}.}
Nach der hinreichenden Bedingung für eine Extremstelle muss dies 0 ergeben (s. o.):
{\displaystyle {\frac {\partial \Pi _{1}}{\partial q_{1}}}={\frac {\partial P(q_{1}+q_{2})}{\partial q_{2}}}\cdot {\frac {\partial q_{2}(q_{1})}{\partial q_{1}}}\cdot q_{1}+P(q_{1}+q_{2}(q_{1}))-{\frac {\partial C_{1}(q_{1})}{\partial q_{1}}}=0.}

### Beispiel
Das folgende Beispiel ist charakteristisch. Es setzt eine lineare Nachfragekurve voraus und stellt einige Bedingungen an die Kostenstrukturen der Einfachheit halber, sodass das Problem gelöst werden kann.
{\displaystyle {\frac {\partial ^{2}C_{i}(q_{i})}{\partial q_{i}\partial q_{j}}}=0,\forall j} and {\displaystyle {\frac {\partial C_{i}(q_{i})}{\partial q_{j}}}=0,j\neq \ i}
um die Berechnung zu vereinfachen. Die Kostenstruktur eines Unternehmens ist also unabhängig vom Output des anderen Unternehmens.
Der Gewinn von Unternehmen 2 (Stackelbergfolger) ist:
{\displaystyle \Pi _{2}={\bigg (}a-b(q_{1}+q_{2}){\bigg )}\cdot q_{2}-C_{2}(q_{2}).}
Das Maximierungsproblem wird wie folgt allgemein gelöst (notwendige Bedingung):
{\displaystyle {\frac {\partial {\bigg (}a-b(q_{1}+q_{2}){\bigg )}}{\partial q_{2}}}\cdot q_{2}+a-b(q_{1}+q_{2})-{\frac {\partial C_{2}(q_{2})}{\partial q_{2}}}=0,}
{\displaystyle \Rightarrow \ -bq_{2}+a-b(q_{1}+q_{2})-{\frac {\partial C_{2}(q_{2})}{\partial q_{2}}}=0,}
{\displaystyle \Rightarrow \ q_{2}={\frac {a-bq_{1}-{\frac {\partial C_{2}(q_{2})}{\partial q_{2}}}}{2b}}.}
Betrachten wir das Problem von Unternehmen 1 (Stackelbergführer):
{\displaystyle \Pi _{1}={\bigg (}a-b(q_{1}+q_{2}(q_{1})){\bigg )}\cdot q_{1}-C_{1}(q_{1}).}
Einsetzen der Reaktionsfunktion {\displaystyle q_{2}(q_{1})}, die wir aus dem Maximierungsproblem von Unternehmen 2 erhalten haben:
{\displaystyle \Pi _{1}={\bigg (}a-b{\bigg (}q_{1}+{\frac {a-bq_{1}-{\frac {\partial C_{2}(q_{2})}{\partial q_{2}}}}{2b}}{\bigg )}{\bigg )}\cdot q_{1}-C_{1}(q_{1}),}
{\displaystyle \Rightarrow \Pi _{1}={\bigg (}{\frac {a-b\cdot q_{1}+{\frac {\partial C_{2}(q_{2})}{\partial q_{2}}}}{2}}){\bigg )}\cdot q_{1}-C_{1}(q_{1}).}
Das Maximierungsproblem wird wie folgt allgemein gelöst (notwendige Bedingung):
{\displaystyle {\frac {\partial \Pi _{1}}{\partial q_{1}}}={\bigg (}{\frac {a-2bq_{1}+{\frac {\partial C_{2}(q_{2})}{\partial q_{2}}}}{2}}{\bigg )}-{\frac {\partial C_{1}(q_{1})}{\partial q_{1}}}=0.}
Durch Auflösen nach {\displaystyle q_{1}} ergibt {\displaystyle q_{1}^{*}}, die optimale Wahl des Stackelbergführers:
{\displaystyle q_{1}^{*}={\frac {a+{\frac {\partial C_{2}(q_{2})}{\partial q_{2}}}-2\cdot {\frac {\partial C_{1}(q_{1})}{\partial q_{1}}}}{2b}}.}
Dies ist die beste Wahl des Stackelbergführers unter Antizipation der Antwort des Stackelbergfolgers im Gleichgewicht. Die Aktion des Stackelbergfolgers kann nun gefunden werden, indem man den Output von Unternehmen 1 in die oben erhaltene Reaktionsfunktion einsetzt:
{\displaystyle q_{2}^{*}={\frac {a-b\cdot {\frac {a+{\frac {\partial C_{2}(q_{2})}{\partial q_{2}}}-2\cdot {\frac {\partial C_{1}(q_{1})}{\partial q_{1}}}}{2b}}-{\frac {\partial C_{2}(q_{2})}{\partial q_{2}}}}{2b}},}
{\displaystyle \Rightarrow q_{2}^{*}={\frac {a-3\cdot {\frac {\partial C_{2}(q_{2})}{\partial q_{2}}}+2\cdot {\frac {\partial C_{1}(q_{1})}{\partial q_{1}}}}{4b}}.}
Die Nash-Gleichgewichte sind alle {\displaystyle (q_{1}^{*},q_{2}^{*})}. Offensichtlich (wenn man die Kosten außen vor lässt) hat der Stackelbergführer einen großen Vorteil. Wenn das nicht der Fall wäre, könnte er auch einfach die Menge aus dem Cournot-Gleichgewicht wählen.
Da er dies nicht tut, obwohl er die Möglichkeit dazu hat, erhält er einen Vorteil durch seine Marktführer-Stellung.

## Ökonomische Analyse
Eine Darstellung in Extensivform wird oft benutzt, um das Stackelberg-Duopol zu analysieren. Das auch als Entscheidungsbaum bekannte Modell zeigt die Outputkombinationen und Auszahlungen beider Unternehmen im Stackelberg-Spiel.
Das Beispiel ist recht einfach. Die Kostenstruktur beinhaltet nur Grenzkosten (es gibt keine fixen Kosten). Die Nachfragefunktion ist linear und der Betrag ihrer Preiselastizität ist 1. Dennoch zeigt es den Vorteil des Stackelbergführers.
Der Stackelbergfolger wählt eine Menge {\displaystyle q_{2}}, die seine Auszahlung {\displaystyle q_{2}(5000-q_{1}-q_{2}-c_{2})} maximiert. Indem man dies ableitet und Null setzt (zur Bestimmung des Maximums), erhält man {\displaystyle q_{2}={\frac {5000-q_{1}-c_{2}}{2}}} als den Wert von {\displaystyle q_{2}}, der genau dies erfüllt.
Der Stackelbergführer möchte eine Menge {\displaystyle q_{1}} wählen, die seine Auszahlung {\displaystyle q_{1}(5000-q_{1}-q_{2}-c_{1})} maximiert. Er weiß dabei, dass der Stackelbergfolger im Gleichgewicht das {\displaystyle q_{2}} von oben wählen wird. Also wird der Stackelbergführer tatsächlich seine Auszahlung {\displaystyle q_{1}(5000-q_{1}-{\frac {5000-q_{1}-c_{2}}{2}}-c_{1})} ({\displaystyle q_{2}} als Reaktionsfunktion des Stackelbergfolgers wurde eingesetzt) maximieren. Durch Ableiten ergibt sich, dass die maximale Auszahlung sich für {\displaystyle q_{1}={\frac {5000-2c_{1}+c_{2}}{2}}} einstellt. Einsetzen in die Reaktionsfunktion des Stackelbergfolger ergibt {\displaystyle q_{2}={\frac {5000+2c_{1}-3c_{2}}{4}}}.
Angenommen die Grenzkosten der beiden Kurven sind identisch (so dass der Stackelbergführer keinen anderen Vorteil hat außer dem, zuerst am Zug zu sein) und im speziellen {\displaystyle c_{1}=c_{2}=1000}. Der Stackelbergführer würde 2000 Einheiten produzieren und der Stackelbergfolger 1000. Dies würde dem Stackelbergführer einen Gewinn von 2 Millionen und dem Stackelbergfolger einen Gewinn von einer Million generieren. Nur dadurch, zuerst am Zug zu sein, hat der Stackelbergführer einen doppelt so hohen Gewinn wie der Stackelbergfolger erreicht. Im Cournot-Wettbewerb wären die Gewinne bei etwa 1,78 Millionen jeweils, das heißt im Vergleich dazu hat der Stackelbergführer verhältnismäßig wenig gewonnen, der Stackelbergfolger dafür relativ viel verloren. Dies ist jedoch nicht allgemein der Fall. Es kann auch Fälle geben, in denen der Stackelbergführer verhältnismäßig viel im Vergleich zum Cournot-Wettbewerb dazu gewinnt, die an Monopol-Gewinne heranreichen (zum Beispiel, wenn der Stackelbergführer zusätzlich noch einen großen Vorteil in der Kostenstruktur hat, etwa durch eine bessere Produktionsfunktion). Ebenso kann es der Fall sein, dass der Stackelbergfolger sogar einen höheren Gewinn als der Stackelbergführer erzielt, aber nur wenn er sehr viel niedrigere Kosten hat.

## Unglaubwürdige Drohungen des Stackelbergfolgers
Wenn nach der Wahl der Gleichgewichtsmenge durch den Stackelbergführer der Stackelbergfolger vom Gleichgewicht abweichen würde und eine nicht-optimale Menge wählen würde, würde es nicht nur ihm selbst schaden, sondern auch dem Stackelbergführer.
Würde der Stackelbergfolger eine weitaus größere Menge als seine beste Antwort wählen, so würde der Marktpreis sinken und der Gewinn des Stackelbergführers würde erheblich sinken, möglicherweise unter den Gewinn, der im Cournot-Wettbewerb erzielbar wäre. In diesem Fall könnte der Stackelbergfolger dem Stackelbergführer vor dem Start des Spiels bekanntgeben, dass es für den Fall, dass der Stackelbergführer nicht die Cournot-Menge wählt, vom Gleichgewicht abweichen wird, sodass der Gewinn des Stackelbergführers erhebliche Einbußen erleidet. Grund für die Überlegung ist die Tatsache, dass die Menge, die vom Stackelbergführer im Gleichgewicht gewählt wird, nur dann optimal ist, wenn der Stackelbergfolger ebenso die Gleichgewichtsmenge wählt. Der Stackelbergführer ist jedoch in keiner Gefahr. Sobald er seine Gleichgewichtsmenge gewählt hat, ist es irrational für den Stackelbergfolger abzuweichen; denn ein Abweichen würde seine Auszahlung verringern, die dieser ja gerade zu maximieren versucht. Sobald der Stackelbergführer gewählt hat, ist der Stackelbergfolger gut beraten, den Gleichgewichtspfad zu wählen. Deshalb wäre eine solche Drohung, wie oben vom Stackelbergfolger ausgesprochen, unglaubwürdig (siehe auch Teilspielperfektes Gleichgewicht).
In einem (unendlich oft) wiederholten Stackelberg-Spiel jedoch würde der Stackelbergfolger möglicherweise eine Bestrafungsstrategie (Tit for Tat) spielen, die den Stackelbergführer in der jeweiligen Periode für das Spielen des Stackelberg-Gleichgewichts bestraft. Diese Drohung ist glaubwürdig, da es für den Marktfolger rational ist, seine Drohung nicht leer aussehen zu lassen, um den Stackelbergführer dazu zu bringen, in den kommenden Perioden die Menge aus dem Cournot-Gleichgewicht zu spielen.

## Stackelberg im Vergleich mit Cournot
Das Stackelberg-Modell und das Cournot-Modell sind einander ähnlich, da in beiden Fällen in Mengeneinheiten konkurriert wird. Jedoch gibt der erste Zug dem Stackelbergführer einen entscheidenden Vorteil.
Die Annahme der Existenz von perfekter Information im Stackelberg-Duopol ist essentiell: Der Stackelbergfolger muss die vom Stackelbergführer gewählte Menge beobachten, sonst ist das Cournot-Modell anzuwenden. Bei imperfekter Information können die oben beschriebenen Drohungen glaubhaft sein. Wenn der Stackelberg-Folger die Wahl des Stackelbergführers nicht beobachten kann, ist es nicht mehr länger irrational für ihn zum Beispiel diejenige Menge zu wählen, die er im Cournot-Modell spielen würde (was hier tatsächlich ein Gleichgewicht darstellt). Jedoch muss imperfekte Information dahingehend existieren, dass der Stackelbergfolger nicht in der Lage ist, die Aktion des Stackelbergführers zu verfolgen, denn es wäre irrational für den Stackelbergfolger, dies nicht zu tun, wenn er dazu in der Lage wäre: Um eine optimale Entscheidung zu treffen, wird er den Stackelbergführer beobachten. Jede Drohung des Stackelbergfolgers dahingehend, die Aktion des Stackelbergführers nicht zu beobachten, obwohl er dazu in der Lage wäre, ist daher ebenso unglaubwürdig wie die anderen bisher beschriebenen. Dies ist ein Beispiel dafür, dass das Vorhandensein von Information einem Spieler schaden kann. Im Cournot-Wettbewerb ist es die Simultanität des Spiels, die darin resultiert, dass kein Spieler c.p. im Nachteil ist.

### Spieltheoretische Überlegungen
Wie bereits erwähnt, führt imperfekte Information dazu, dass Cournot-Wettbewerb herrscht. Im Stackelberg-Duopol sind dennoch einige Cournot-Gleichgewichte als Nash-Gleichgewichte erhalten geblieben, die allerdings als unglaubwürdige Drohungen (wie oben beschrieben) identifiziert werden können, indem man das Lösungskonzept der Teilspielperfektheit anwendet. Es stellt sich heraus, dass genau der Grund, der dafür sorgt, dass das Cournot-Gleichgewicht ein Nash-Gleichgewicht im Stackelberg-Spiel ist, dafür verantwortlich ist, dass es nicht teilspielperfekt ist. 
Betrachten wir ein Stackelberg-Spiel (also eines, das die oben beschriebenen Bedingungen zur Existenz eines Stackelberg-Gleichgewichts erfüllt), in dem aus irgendeinem Grund der Stackelbergführer glaubt, dass der Stackelbergfolger die Cournot-Menge wählen wird, egal welche Aktion er selbst wählt. (Vielleicht glaubt der Stackelbergführer, der Stackelbergfolger sei irrational.) Wenn der Stackelbergführer die Menge aus dem Stackelberg-Gleichgewicht spielt, so glaubt er, würde der Stackelbergfolger mit der Menge aus dem Cournot-Gleichgewicht reagieren. Deshalb ist es nicht optimal für den Stackelbergführer, die Stackelberg-Menge zu spielen. Tatsächlich besteht seine beste Antwort (nach der Definition des Cournot-Gleichgewichts) darin, die Cournot-Menge zu wählen. Sobald er das getan hat, ist es die beste Antwort des Stackelbergfolgers, ebenfalls die Cournot-Menge zu spielen.
Betrachten wir also die folgende Strategiekombination:
Der Stackelbergführer spielt die Cournot-Menge.
Der Stackelbergfolger spielt die Cournot-Menge, egal was der Stackelbergführer spielt.
Diese Strategiekonfiguration ist ein Nash-Gleichgewicht, da jeder der Spieler, gegeben die Strategie des anderen Spielers, optimal reagiert. Die Cournot-Menge zu wählen, wäre allerdings nicht optimal für den Stackelbergführer, wenn der Stackelbergfolger auf die Stackelberg-Menge ebenfalls mit der Stackelberg-Menge reagieren würde. In diesem Fall bestünde nämlich die beste Antwort des Stackelbergführers darin, die Stackelberg-Menge zu wählen. Was diese Strategiekombination zu einem Nash-Gleichgewicht macht, ist also die Tatsache, dass der Stackelbergfolger nicht die Stackelberg-Menge wählt, falls der Stackelbergführer dies tut.
Gerade diese Tatsache bedeutet jedoch, dass diese Strategiekombination kein Nash-Gleichgewicht des Teilspiels ist, das an der Stelle startet, an der der Stackelbergführer bereits die Stackelberg-Menge gewählt hat. (Dieses Teilspiel liegt außerhalb des Gleichgewichtspfades.) Sobald der Stackelbergführer die Stackelberg-Menge gewählt hat, ist es die beste Antwort des Stackelbergfolgers, ebenfalls die Stackelberg-Menge zu wählen (und damit ist es die einzige Aktion, die ein Nash-Gleichgewicht in diesem Teilspiel erzeugt). Damit ist diese Strategiekombination, die im Cournot-Gleichgewicht resultiert, nicht teilspielperfekt.

## Vergleich mit anderen Oligopol-Modellen
Im Vergleich mit anderen Oligopol-Modellen gilt im Gleichgewicht:
- Der Gesamtoutput ist im Stackelberg-Duopol größer als im Cournot-Duopol, aber geringer als im Bertrand-Wettbewerb
- Der Preis ist im Stackelberg-Duopol geringer als im Cournot-Duopol, aber größer als im Bertrand-Wettbewerb
- Die Konsumentenrente ist im Stackelberg-Duopol größer als im Cournot-Duopol, aber geringer als im Bertrand-Wettbewerb
- Der Gesamtoutput ist im Stackelberg-Duopol größer als im Monopol oder Kartell, aber geringer als im perfekten Wettbewerb
- Der Preis ist im Stackelberg-Duopol geringer als im Monopol oder Kartell, aber größer als im perfekten Wettbewerb.

Diese Ergebnisse sind als Mustervoraussagen zu sehen, deren Eintreffen im Einzelfall von der Art der Kostenfunktionen und der Marktgröße abhängt (vgl. hierzu z. B. Steckelbach (2002)).